# Begum Jan
Begum Jan är en pakistansk läkare och människorättsaktivist.
Jan föddes i Södra Waziristan i Khyber Pakhtunkhwa och studerade för att bli läkare vid Jalalabad Medical College. Efter sin utbildning återvände hon till sin hemort och arbetade med kvinnor och barn på ett mentalsjukhus och med afghanska flyktingar i behov av vård. Hon grundade organisationen Tribal Welfare Association där hon arbetar med att värna om kvinnors rättigheter i konservativa och traditionella samhällen i nordvästra Pakistan. Hon deltog i protester i Peshawar mot självmordsbombningar som skett mot civila mål. 
2008 tog Jan emot International Women of Courage Award.